# 初回通過効果

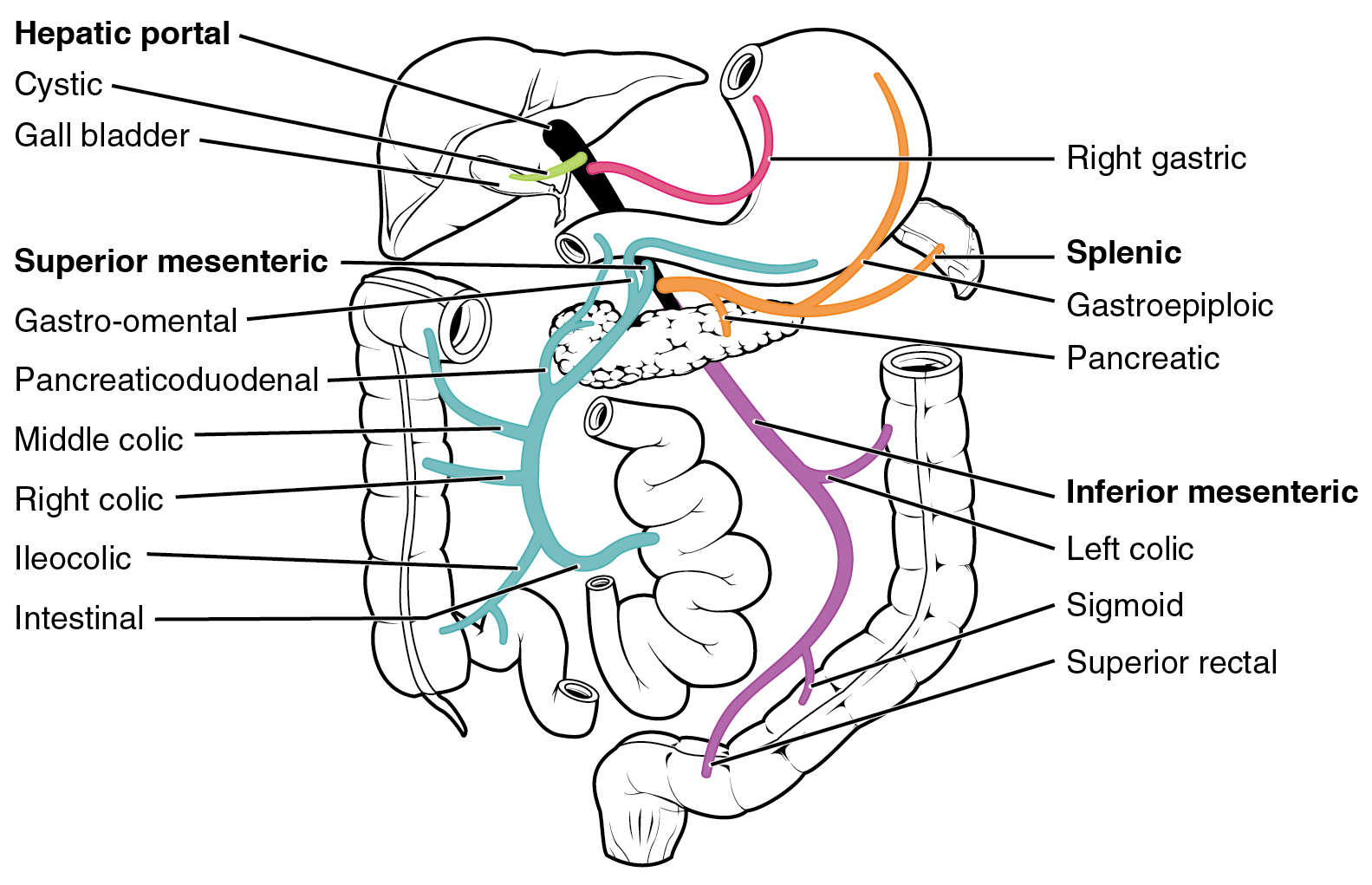
肝門脈系

初回通過効果（英語: First pass effect）とは、薬物動態学において摂取された薬剤が、投与された部位から全身へ送られる際に肝臓などで代謝される過程のことを指す。薬剤によっては腸管壁を通過する際にその一部が代謝される。この代謝と初回通過効果を合わせて体循環消失と呼ぶ。

## 意義
初回通過効果は、その代謝が薬物を不活性体に変換する場合を指すことが一般的であり、ほとんどの薬物は（この意味での）初回通過効果を受ける。胃、十二指腸、空腸、回腸、盲腸、上行結腸、横行結腸、下行結腸、S字結腸、直腸上部で吸収された薬物は門脈を経て肝臓において初回通過効果を受ける。

### 薬物の不活性化
薬物の中には経口的に摂取しても肝臓における初回通過効果による不活性化(多くは水酸化などの酸化反応による水溶性の増大)により、その薬物の作用が弱くなったり、あるいは消失してしまうことがある。
初回通過効果による不活性化が強く起こる医薬品の投与では、生物学的利用率が著しく低下してしまうため、肝における薬物代謝酵素の阻害薬と併用することがある。
また、これらの薬物を服用している者が、肝臓疾患を患っている場合など、肝臓での代謝が遅いとき、薬物の血中濃度が非常に高くなる。

### 薬物の活性化
薬物の中には時として、代謝により活性が増強されるもの(代謝活性化)、あるいは代謝産物も依然として同程度の活性を持つものがある。これらの薬物では、経口摂取における生物学的利用率が比較的高くなる。